# U-272
U-272 – niemiecki okręt podwodny typu VIIC, zwodowany 5 sierpnia 1942 roku w stoczni Bremer Vulkan w Vegesack w Bremie. Jednostka została przyjęta do służby w Kriegsmarine 7 października 1942 roku, pod dowództwem oberleutnanta zur see Horsta Heppa. Okręt wszedł wówczas w skład stacjonującej w Gdańsku 8. Szkolnej Flotylli U-Bootów. 12 listopada 1942 roku, U-272 zatonął jednak na Bałtyku w pobliżu Helu, skutkiem kolizji ze statkiem magazynowym podczas rejsu szkoleniowego. Według niektórych źródeł, okręt zderzył się z innym U-Bootem U-634. Skutkiem kolizji, okręt podwodny zatonął, pociągając za sobą 28 marynarzy, wśród zaś ocalałych 19 członków załogi znajdował się także dowódca jednostki, który objął później dowództwo U-238. Do momentu zatonięcia, jednostka nie odbyła żadnego rejsu operacyjnego i nie zatopiła żadnych jednostek pływających przeciwnika.
U-272 był okrętem podwodnym typu VIIC o wyporności na powierzchni 769 ton i długości 67,1 metra z dwoma silnikami Diesla F46 (3200 KM) zapewniającymi energię dla rejsu na powierzchni oraz ładowania akumulatorów oraz dwoma silnikami elektrycznymi GU460/8-276 (560 kW) dla rejsów w zanurzeniu. Okręt mógł przenosić 14 torped parogazowych G7a i elektrycznych G7e lub 39 min TMA/TMB, wyposażony był także w działo 88 mm oraz działko 20 mm. Załoga jednostki składała się z czterech oficerów oraz do 56 marynarzy.